# لباس صحنه

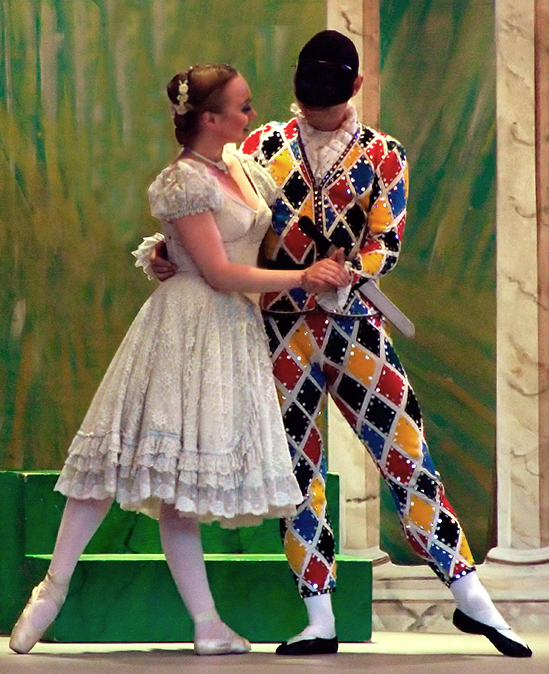
لباس ها نقش مهمی در تئاتر کمدیا دلآرته دارند، شخصیت‌های کلمباین و هارلکین در تصویر

لباس صحنه اصطلاحی است برای هر لباسی که توسط بازیگران روی صحنه استفاده می‌شود. این اصطلاح گاهی اوقات فقط برای آن دسته از لباس‌هایی به کار می‌رود که به‌ویژه برای اجرای صحنه توسط یک طراح لباس ساخته می‌شوند یا توسط هماهنگ‌کننده لباس انتخاب می‌شوند. لباس‌های تئاتر می‌توانند به بازیگران کمک کنند تا سن، نقش جنسیت، حرفه، طبقه اجتماعی، شخصیت و حتی اطلاعات مربوط به دوره/دوران تاریخی، موقعیت جغرافیایی و زمان روز، و همچنین فصل یا آب و هوای اجرای تئاتر را به تصویر بکشند. لباس های صحنه ممکن است برای به تصویر کشیدن یک نگاه تاریخی استفاده شوند یا می‌توان از آنها برای اغراق بخشی از جنبه‌های یک شخصیت استفاده کرد.